# Michał Stuligrosz
Michał Stuligrosz (ur. 17 września 1950 w Poznaniu) – polski polityk, geograf, geodeta, poseł na Sejm RP IV, V, VI i VII kadencji, samorządowiec.

## Życiorys

### Wykształcenie i działalność zawodowa
We wrześniu 1980 był członkiem założycielem „Solidarności” w zakładzie „PPG-K GEOPOZ”, natomiast do 13 grudnia 1981 przewodniczącym komisji zakładowej „Solidarności”.
Pracę zawodową rozpoczął w 1969 w firmach geodezyjno-kartograficznych (m.in. w Zarządzie Geodezji i Katastru Miejskiego GEOPOZ w Poznaniu). Posiada państwowe uprawnienia zawodowe z zakresu geodezji i kartografii (od 1991) oraz rzeczoznawstwa majątkowego (od 1997). Od 1992 prowadził działalność gospodarczą w zawodach geodety uprawnionego i rzeczoznawcy majątkowego.
W 1998 ukończył studia na Wydziale Nauk Geograficznych i Geologicznych Uniwersytetu im. Adama Mickiewicza w Poznaniu. W latach 1999–2001 prowadził wykłady monograficzne z zakresu gospodarowania majątkiem gminy na tej uczelni na kierunkach gospodarka przestrzenna oraz zarządzanie środowiskiem. W 2012 po odejściu z parlamentu pozostał w administracji publicznej jako wicedyrektor Wojewódzkiego Urzędu Pracy w Poznaniu.

### Działalność polityczna
W latach 1990–2001 był radnym poznańskiej rady miejskiej, w której m.in. pełnił funkcję przewodniczącego komisji polityki przestrzennej oraz był członkiem komisji mieszkaniowej i innych.
Był współzałożycielem Partii Chrześcijańskich Demokratów. W 1998 przystąpił do Ruchu Społecznego AWS. Od 2001 należy do Platformy Obywatelskiej. Z ramienia tej partii sprawował mandat poselski IV i V kadencji. W IV kadencji był wiceprzewodniczącym Komisji Odpowiedzialności Konstytucyjnej, członkiem Komisji Kultury i Środków Przekazu oraz Rady Programowej Polskiego Radia i delegatem do Rady Europy w Strasburgu. W 2004 bez powodzenia kandydował do Parlamentu Europejskiego. W V kadencji przewodniczył Komisji Odpowiedzialności Konstytucyjnej i Polsko-Marokańskiej Grupy Unii Międzyparlamentarnej. Zasiadał także ponownie w Komisji Kultury i Środków Przekazu oraz m.in. w Komisji Nadzwyczajnej do rozpatrzenia rządowego projektu ustawy o rekompensatach za przejęte przez państwo nieruchomości oraz niektóre inne składniki mienia.
W wyborach parlamentarnych w 2007 po raz trzeci uzyskał mandat poselski (w Sejmie VI kadencji), otrzymując w okręgu poznańskim 24 513 głosów. Został jednym z reprezentantów polskiego parlamentu w Zgromadzeniu Parlamentarnym Rady Europy, gdzie przystąpił do podkomitetu ds. mediów w komisji ds. równouprawnienia kobiet i mężczyzn, w ramach którego przedstawiał projekt raportu w sprawie ukrócenia przez państwa członkowskie ekstremalnych form pornografii. W wyborach w 2011 bezskutecznie ubiegał się o mandat poselski na kolejną kadencję (uzyskując 10 672 głosy), a w wyborach w 2014 o mandat w Parlamencie Europejskim (otrzymując 9813 głosy). 5 czerwca 2014 objął mandat posła na Sejm VII kadencji w miejsce wybranej do PE Agnieszki Kozłowskiej-Rajewicz. W 2015 nie został wybrany na kolejną kadencję Sejmu.

## Życie prywatne
Jest bratankiem dyrygenta Stefana Stuligrosza. Od 1976 żonaty z Aliną.